# Águila cabeza de indio
El águila cabeza de indio (en inglés: Indian Head eagle) fue una pieza de oro de $ 10 o águila, acuñada por la Casa de Moneda de los Estados Unidos de forma continua desde 1907 hasta 1916, y luego de forma irregular hasta 1933. El anverso y el reverso fueron diseñados por el escultor Augustus Saint-Gaudens, originalmente encargado para su uso en otras denominaciones. Sufría de cáncer y no sobrevivió para ver las monedas emitidas.
A partir de 1904, el presidente Theodore Roosevelt propuso diseños nuevos y más artísticos en monedas estadounidenses, lo que llevó a la Casa de la Moneda a contratar a Saint-Gaudens para crearlas. Roosevelt y Saint-Gaudens consideraron al principio un diseño uniforme para las cuatro denominaciones de monedas que se acuñaron en oro, pero en 1907 Roosevelt decidió utilizar el modelo para el anverso del águila que el escultor había planeado utilizar para el centavo. Para el reverso de la moneda de $ 10, el presidente decidió utilizar un diseño con el águila calva de pie que había sido desarrollado para la moneda de $ 20 del águila doble de Saint-Gaudens, mientras que el anverso presenta un busto de la Libertad mirando hacia la izquierda con un tocado indio de plumas.
La moneda, tal como la esculpió Saint-Gaudens, tenía un relieve demasiado alto para que la Casa de la Moneda pudiera acuñarlo fácilmente, y se necesitaron meses para modificar el diseño para que la moneda pudiera ser acuñada por un solo golpe de las prensas de la ceca. Saint-Gaudens murió el 3 de agosto de 1907, y Roosevelt insistió en que la nueva águila fuera terminada y acuñada ese mes. El 31 de agosto se entregaron al presidente nuevas piezas que diferían de las monedas que aparecerían posteriormente para su circulación.
La omisión del lema "In God We Trust" en las nuevas monedas causó indignación pública y llevó al Congreso a aprobar un proyecto de ley que ordena su inclusión. El grabador jefe de la Casa de la Moneda, Charles E. Barber, agregó las palabras e hizo modificaciones menores al diseño. El águila cabeza de indio fue acuñada regularmente hasta 1916, y luego de forma intermitente hasta que el presidente Franklin D. Roosevelt ordenó a la Casa de la Moneda que dejara de producir monedas de oro en 1933. Su terminación puso fin a la serie de águilas en circulación iniciada en 1795. Muchas águilas cabeza de indio fueron fundidas por el gobierno a fines de la década de 1930; el número de 1933 es una rareza particular, ya que se distribuyeron pocos ejemplares.

## Diseño

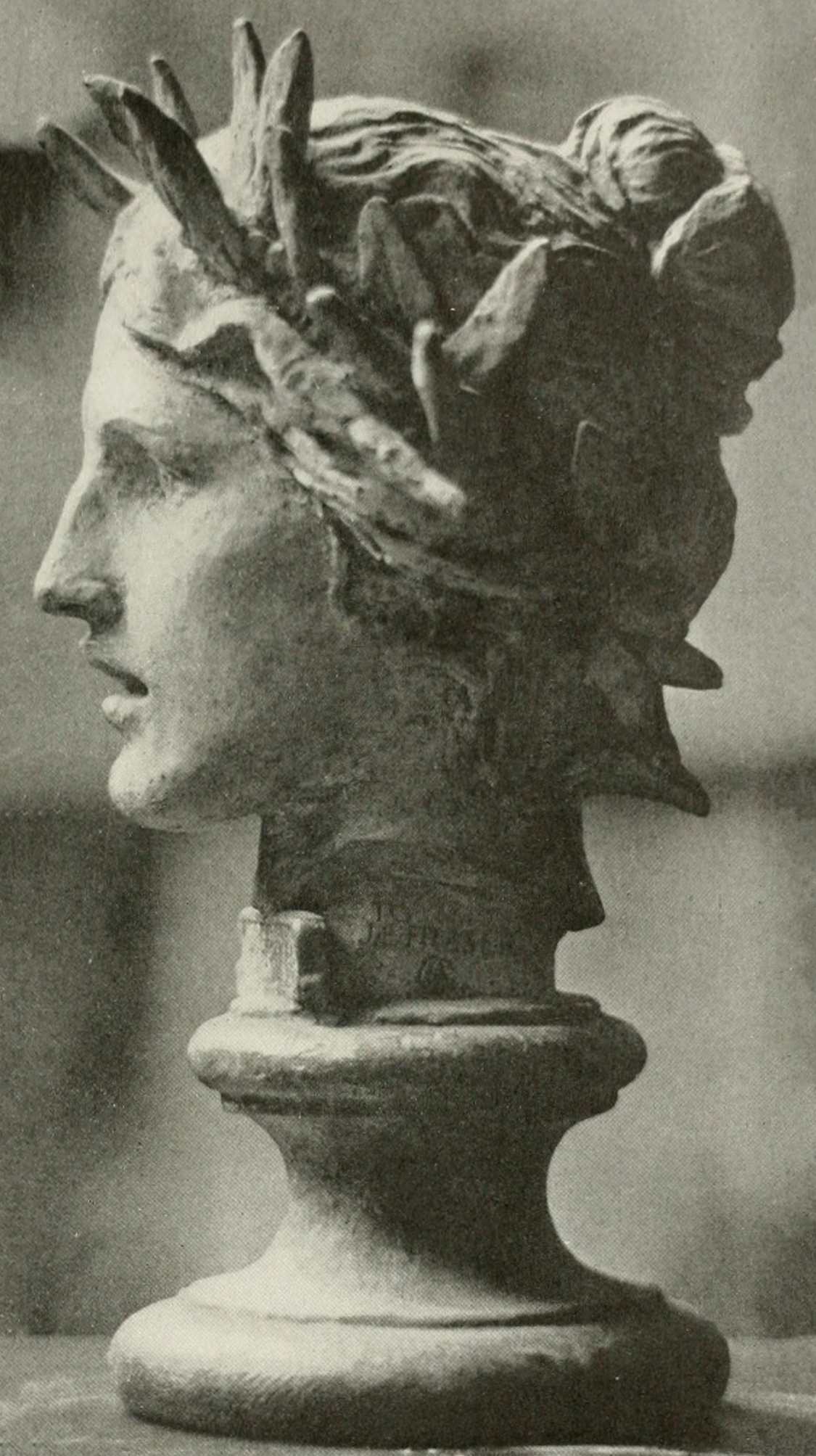
Modelo sin usar de Saint-Gaudens para la estatua de la Victoria

Saint-Gaudens basó su cabeza de la Libertad en un modelo que había esculpido pero no utilizado para la estatua de la Victoria en el Monumento William Tecumseh Sherman en la ciudad de Nueva York, todavía creyendo que el diseño sería considerado para el centavo. El busto de Harriet Eugenia Anderson también inspiró a Saint-Gaudens en su modelo y bajorrelieve ΝΙΚΗ ΕΙΡΗΝΗ (en griego, victoria y paz). Su diseño al revés era un águila sobre un haz de flechas con una rama de olivo a sus pies; Este fue su concepto original para el reverso de la doble águila, y tiene una gran similitud con su reverso para la medalla inaugural. Su inspiración final para el reverso, según un relato, fue una moneda de Ptolomeo I de Egipto que representaba un águila en pie, ilustrada en un libro que poseía y había prestado a Roosevelt.
Jeff Garrett y Ron Guth llaman a los detalles de la moneda «un poco fantásticos». Señalan lo improbable de que cualquier mujer lleve un tocado que solo lleve un guerrero, y describen la palabra «LIBERTAD» en el tocado como «colocada de forma incongruente».

## Coleccionismo

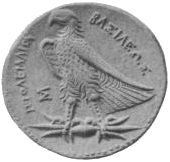
Se dice que Saint-Gaudens se inspiró para su diseño de águila en pie a partir de esta ilustración de una moneda del Antiguo Egipto.

Con la excepción de las piezas de alto relieve de 1907, la fecha o la marca de ceca de las acuñaciones en circulación del águila cabeza de indio antes de 1920 es particularmente rara. El 1911-D, con una acuñación de 30 100, tiene una prima significativa en estado de ceca o en condición sin circular, pero solo una modesta en grados circulados. A pesar de su acuñación de 126 500, el 1920-S es de una rareza notable. Se recolectaba poco en ese momento, y con Europa aún recuperándose de la guerra, se exportaron pocas monedas allí; en consecuencia, la mayoría se fundió después de 1933. Sólo un puñado de águilas de 1933 se distribuyeron antes de que Roosevelt terminara el pago de oro, y prácticamente se fundió la totalidad de la acuñación de 312 500. Uno vendido en 2004, calificado MS-66 (el mejor ejemplo conocido de esta fecha) por $ 718 750. Se sabe que han sobrevivido aproximadamente cuarenta águilas de 1933.
Las monedas de prueba se acuñaron desde 1907 hasta 1915, todas en Filadelfia. No se conocen todas las cantidades, pero la más alta por la que se conoce el número es 1910, con una acuñación de 204 (una se vendió por 80 500 dólares en 2006). El experto en numismática Mike Fuljenz, en su libro sobre las piezas de oro con diseños indios acuñadas a principios del siglo XX, sugiere que esta moneda era una pieza de prueba, resultado de la prueba de nuevos troqueles.